# Michel Biard
Pour les articles homonymes, voir Biard.
Michel Biard (né en 1957) est un historien français, professeur des universités, dont les travaux portent principalement sur la Révolution française.

## Biographie
Agrégé d’histoire, Michel Biard est docteur de l’université Paris-I Panthéon-Sorbonne, où il a soutenu en 1993 sa thèse sous la direction du professeur Michel Vovelle.
Après avoir été pendant dix ans maître de conférences en histoire moderne à l'Université Paris-I Panthéon-Sorbonne, il est depuis 2004 professeur d’histoire du monde moderne et de la Révolution française à l’université de Rouen, dont il a dirigé le département d'histoire d'avril 2010 à mai 2012. De cette dernière date à mai 2017, il a été directeur du GRHis, laboratoire de recherches qui réunit les historiens, historiens de l'art et musicologues de l'Université de Rouen.
Ses recherches et travaux portent sur l’histoire politique et culturelle de la Révolution française, ainsi que sur le théâtre au XVIIIe siècle. Jusqu'en juin 2011, il était par ailleurs directeur des Annales historiques de la Révolution française, seule revue internationale consacrée à la période révolutionnaire. Il a également présidé la Société des études robespierristes, chargée de la publication de cette revue internationale, de 2011 à 2017.

## Publications
- Collot d'Herbois : légendes noires et Révolution, Lyon, Presses universitaires de Lyon, 1995, 225 p. (ISBN 2-7297-0512-0, présentation en ligne), [présentation en ligne].
- Missionnaires de la République : les représentants du peuple en mission, 1793-1795  (préf. Jean-Clément Martin), Paris, CTHS, coll. « CTHS-histoire » (no 8), 2002, 623 p. (présentation en ligne).
- Collot d'Herbois, L’Almanach du père Gérard (1791), réédition bilingue (français et breton) sous la direction et avec des annotations de Gwennolé Le Menn (accompagnée d'une préface et de commentaires de Michel Biard), éditions Skol, coll. « La Bibliothèque bretonne » no 14, Saint-Brieuc, 2003, 517 p.,  (ISBN 2-911647-24-6).
- Michel Biard et Pascal Dupuy, La Révolution française : dynamiques, influences, débats, 1787-1804, Paris, Armand Colin, coll. « U », 2004, 347 p.,  (ISBN 2-200-26385-6). – 2e édition, sous le titre : « La Révolution française : dynamique et ruptures, 1787-1804 », : mêmes éditeur et collection, 2008, 352 p.,  (ISBN 978-2-200-35454-1).
- Les Lilliputiens de la centralisation : des intendants aux préfets, les hésitations d'un modèle français, Seyssel, Champ Vallon, coll. « La Chose publique », 2007, 410 p.,  (ISBN 9782876734623).
- Parlez-vous sans-culotte ? Dictionnaire du Père Duchesne (1790-1794), Paris, Tallandier, 2009, 575 p. (ISBN 978-2-84734-551-3, présentation en ligne), [présentation en ligne]. Réédition : Parlez-vous sans-culotte ? Dictionnaire du Père Duchesne (1790-1794), Paris, Points, coll. « Points histoire » (no H440), 2011, 665 p., poche (ISBN 978-2-7578-1863-3).
- Révolution, Consulat, Empire : 1789-1815  (en collaboration avec Philippe Bourdin et Siliva Marzagalli), Paris, Belin, coll. « Histoire de France » (no 9), 2009, 715 p. (ISBN 978-2-7011-3366-9, présentation en ligne).
- Procès-verbaux de la Société populaire de Honfleur (1791-1795), Paris, Éditions du CTHS, 2011, 824 p.
- 1793, le siège de Lyon. Entre mythes et réalités, Clermont-Ferrand, Lemme Éditions, 2013, 120+XVI p.
- La liberté ou la mort : mourir en député, 1792-1795, Paris, Tallandier, 2015, 363 p. (ISBN 979-10-210-0731-4, présentation en ligne).
- Terreur et Révolution française, Toulouse, UPPR, 2016, 120 p.
- La Révolution hantée. Enfers fantasmés et Révolution française, Paris, Vendémiaire, 2017, 204 p.
- (avec Marisa Linton), Terreur ! La Révolution française face à ses démons, Paris, Armand Colin, coll. « Mnémosya », 2020, 304 p.
- En finir avec Robespierre et ses amis, juillet 1794-octobre 1795, Chamalières, Lemme Edit, 2021, 115 p. (ISBN 978-2-917575-94-9).
- Les derniers jours de la Montagne ((794-1795), Presses universitaires de France, coll. « Questions républicaines », 2023, 240 p. (ISBN 2130833853).

### Direction d'ouvrages
- Michel Biard (dir.), Terminée la Révolution… : actes du colloque de Calais (2001), Les Amis du Vieux Calais, Calais, 2002.
- Michel Biard (dir.), Les politiques de la Terreur, 1793-1794 : actes du colloque international de Rouen, 11-13 janvier 2007, Rennes / Paris, Presses universitaires de Rennes / Société des études robespierristes, coll. « Histoire », 2008, 484 p. (ISBN 978-2-7535-0601-5 et 978-2-908327-67-0, présentation en ligne), [présentation en ligne].
- Michel Biard (dir.) (préf. Michel Vovelle), La Révolution française : une histoire toujours vivante, Paris, Tallandier, 2009, 446 p. (ISBN 978-2-84734-638-1, présentation en ligne). Réédition : Michel Biard (dir.) (préf. Michel Vovelle), La Révolution française : une histoire toujours vivante, Paris, CNRS Éditions, coll. « Le passé recomposé », 2014, 446 p., poche (ISBN 978-2-271-08067-7).
- Michel Biard (dir.), Bernard Gainot (dir.), Paul Pasteur (dir.) et Pierre Serna (dir.), « Extrême » ? : Identités partisanes et stigmatisation des gauches en Europe (XVIIIe – XXe siècles), Rennes, Presses universitaires de Rennes, coll. « Histoire », 2012, 371 p. (ISBN 978-2-7535-1799-8).
- Michel Biard (dir.) et Philippe Bourdin (dir.), Robespierre, portraits croisés, Paris, Armand Colin, coll. « Essais », 2012, 224 p. (ISBN 978-2-200-27771-0).
- Michel Biard (dir.), Philippe Bourdin (dir.), Hervé Leuwers (dir.) et Pierre Serna (dir.), 1792, entrer en République, Paris, Armand Colin, coll. « Armand Colin-recherches », 2013, 328 p. (ISBN 978-2-200-28771-9, présentation en ligne).
- Michel Biard et Jean-Numa Ducange (dir.), Passeurs de révolution, Paris, SER, 2013, 136 p.
- Michel Biard (dir.) et Hervé Leuwers (dir.), Visages de la Terreur : l'exception politique de l'an II, Paris, Armand Colin, 2014, 269 p. (ISBN 978-2-200-60012-9, présentation en ligne), [présentation en ligne].
- Michel Biard (dir.) et Hervé Leuwers (dir.), Danton : le mythe et l'histoire, Paris, Armand Colin, 2016, 231 p. (ISBN 978-2-200-61413-3, présentation en ligne).

## Décoration
- Chevalier de la Légion d'honneur (2017)[3].